# Michiejkowskoje
Michiejkowskoje (ros. Михейковское сельское поселение) – jednostka administracyjna (osiedle wiejskie) wchodząca w skład rejonu jarcewskiego w оbwodzie smoleńskim w Rosji.
Centrum administracyjnym osiedla wiejskiego jest dieriewnia Michiejkowo.

## Geografia
Powierzchnia osiedla miejskiego wynosi 201,8 km², a jego główne rzeki to Cariewicz i Wotria.

## Historia
Osiedle powstało na mocy uchwały obwodu smoleńskiego z 28 grudnia 2004 r., z późniejszymi zmianami – uchwała z dnia 25 maja 2017 roku, w wyniku której w skład jednostki weszły wszystkie miejscowości zlikwidowanego osiedla Zajcewskoje.

## Demografia
W 2020 roku osiedle wiejskie zamieszkiwało 1437 osób.

## Miejscowości
W skład jednostki administracyjnej wchodzi 13 miejscowości (wyłącznie dieriewnie): Bortniki, Boczarniki, Kołkowiczi, Michiejkowo, Prisielje, Samujłowo, Skaczichino, Skaczkowo, Trunowo, Chołm, Czistaja, Szyszkino, Zajcewo. Zlikwidowane miejscowości osiedla to Potapowo i Krowopuskowo.